# Adriana Lecouvreur
Adriana Lecouvreur – opera w czterech aktach skomponowana przez włoskiego kompozytora Francesco Cilea, nawiązująca stylem do ówczesnego weryzmu. Premiera odbyła się w Mediolanie w 1902 roku. Dzieło opisuje historię autentycznej gwiazdy francuskiej sceny teatralnej, która, jak mówi legenda, została zamordowana przez swoją rywalkę księżnę de Bouillon zatrutym bukietem fiołków.
Opera, której styl nazywany jest niekiedy quasi-weryzmem, zawiera kilka szerzej znanych arii – dramatyczny początek drugiego aktu, aria Księżnej de Boullion, Acerba volutta, Ecco il monologo aria barytonowa, śpiewana przez Michonneta, aria Maurizia L’anima ho stanca i dwie arie Adriany Io son l’umile ancella (z aktu pierwszego) oraz Poveri fiori (z aktu czwartego).

## Osoby
- Adriana Lecouvreur – sopran
- Maurizio, conte di Saxonia (hrabia Maurycy Saksoński) – tenor
- książę de Bouillon – bas
- księżna de Bouillon – mezzosopran
- Michonet – baryton
- Abbe – tenor
- Quinault – bas
- Poisson – tenor
- panna Jouvenot – sopran
- panna Dangeville – mezzosopran

Soliści baletu: Parys, Merkury, Junona, Pallada, Wenera
chór, balet, orkiestra

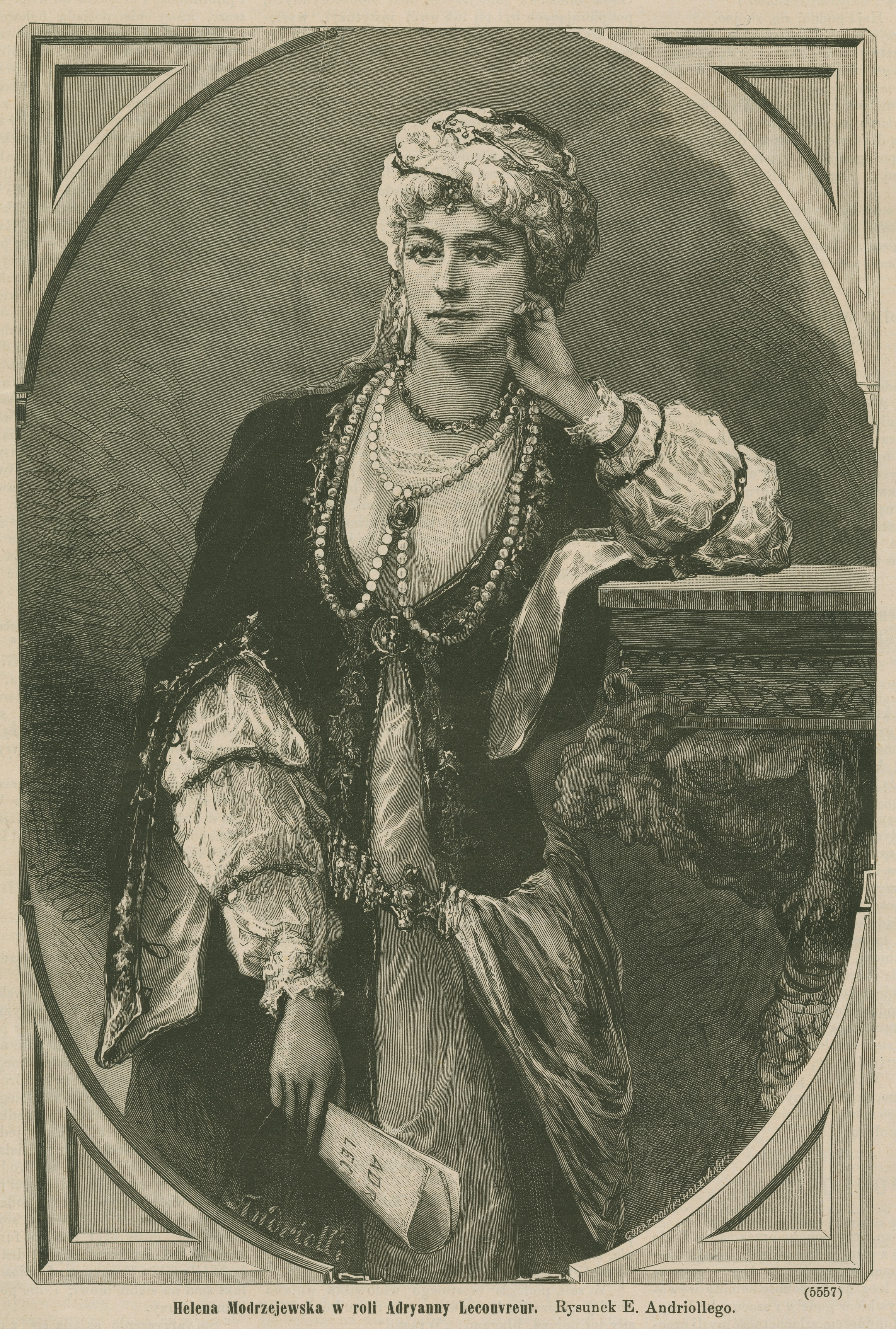
Helena Modrzejewska w roli Adrianny Lecouvreur rysunek E. Andriollego

Opera doczekała się wielu nagrań studyjnych, których dokonali m.in. Franco Capuana (Renata Tebaldi, Mario Del Monaco, Giulietta Simionato, Ettore Bastianini), James Levine (Renata Scotto, Plácido Domingo, Sherrill Milnes, Jelena Obrazcowa) i Richard Bonynge (Joan Sutherland, Carlo Bergonzi, Leo Nucci). Na DVD jest dostępna wersja z Teatro alla Scala w Mediolanie – Gianandrea Gavazzeni (Mirella Freni, Peter Dvorský, Fiorenza Cossotto).
Najsłynniejszą Adrianą XX wieku była Magda Olivero, która na prośbę kompozytora powróciła w latach 50. do przerwanej od ponad 10 lat kariery operowej. Zachowało się wiele nagrań pirackich Adriany z udziałem Olivero. W 1993 Olivero z towarzyszeniem fortepianu nagrała całą partię Adriany (nagranie opublikowała wytwórnia Bongiovanni).

## Treść

### Akt I
Michonnet (inspicjent teatru Komedii Francuskiej) i kapryśni aktorzy – panna Dangeville, panna Jouvenot, Poisson i Quinault przygotowują się do przedstawienia. Książę de Bouillon w towarzystwie księdza de Chazeuil przybywa do teatru na spektakl, w trakcie którego protegowana przez księcia aktorka, panna Duclos, ma po raz pierwszy zmierzyć się ze swą najgroźniejszą rywalką, wielką Adrianną Lecouvreur. A oto pojawia się i sama Adrianna, witana zewsząd głosami uwielbienia. Nakazuje ona jednak pochlebcom milczenie: jest tylko służebnicą Sztuki, a nie wielką osobistością (aria Io son l’umile ancellla). Zakochany w niej Michonnet, który właśnie odziedziczył po zmarłym wuju pokaźną sumę 10 tysięcy franków, chciałby wyznać jej miłość; wnet jednak dowiaduje się, że Adrianna ma już kochanka – prostego oficera z armii Maurycego Saskiego. Żołnierz ów przybywa niebawem do teatru, jednakże Adrianna musi właśnie iść na scenę, pozostawia mu więc tylko bukiecik fiołków. Tymczasem ksiądz de Chazeuil przejął bilecik, w którym panna Duclos wyznaczyła komuś spotkanie nad Sekwaną w willi Księcia, w której mieszka, i przypuszcza, że chodzi o Maurycego Saskiego. Swymi podejrzeniami dzieli się z księciem, który postanawia dopuścić do zamierzonej schadzki swej kochanki, aby przyłapać ją na zdradzie. Nie wie, że panna Duclos działa na polecenie jego małżonki, wyznaczając spotkanie pewnemu przystojnemu oficerowi. Gdy zaś ów oficer znowu pokazuje się w teatrze, wychodzi na jaw, że jest nim... Maurycy Saski. Umówił się on z księżną ze względów politycznych i z konieczności odwołuje spotkanie z Adrianną, kreśląc kilka słów na rekwizycie – liście, która ta jako Roksana ma odczytać na scenie. Wzruszona Adrianna przyjmuje zaproszenie na przyjęcie u Księcia, gdzie ma nadzieję uczynić coś dobrego dla swojego żołnierza.

### Akt II
W ustronnym pawilonie nad Sekwaną księżna de Bouillon oczekuje spotkania z Maurycym (aria Acerba volutta). Gdy ten nadchodzi, księżna spostrzega w jego butonierce fiołki od Adrianny. Maurycy, którego niegdyś łączyło z Księżną gorące uczucie mówi jej, że teraz kocha inną. Księżna zapewnia go jednak o swojej protekcji na dworze. Widząc zbliżającego się małżonka oraz księdza de Chazeuil pospiesznie chowa się w przyległym pokoju. Przybywająca w to samo miejsce na zaproszenie Księcia Adrianna dowiaduje się teraz, że jej ukochany nie jest prostym żołnierzem, lecz jednym z najsławniejszych wodzów armii w Europie – hrabią Maurycym Saskim. Oboje dyskretnie ponawiają miłosne przysięgi, niebaczni na dzielącą ich społeczną przepaść, podczas gdy książę wraz z księdzem pilnują drzwi, pewni, że kryje się tam wiarołomna Duclos. Następuje szereg dramatycznych qui pro quo, w rezultacie których Adrianna ułatwia księżnej ucieczkę, lekceważąc rady wiernego Michonneta, który ostrzega ją, by nie wkraczała między możnych tego świata. W ręku Adrianny pozostaje jednak bransoletka, którą księżna zgubiła w trakcie pospiesznej ucieczki.

### Akt III
Odsłona I
Księżna nie posiada się ze złości i nakazuje księdzu de Chazeuil za wszelką cenę odkryć nazwisko kochanki Maurycego.
Osłona II
Do książęcego pałacu przybywają goście, wśród nich Adrianna. Księżna de Bouillon rozpoznaje rywalkę po wspaniałym, charakterystycznym głosie i opowiada o rzekomej ranie, świeżo odniesionej przez Maurycego w pojedynku. Emocjonalna reakcja Adrianny upewnia księżnę, że jej podejrzenie było słuszne. Tymczasem jednak nadchodzi cieszący się oczywiście dobrym zdrowiem Maurycy i na prośbę gości opowiada o swoich wojennych czynach. Z kolei odbywa się przedstawienie pod tytułem Sąd Parysa. Sprowokowana złośliwie przez księżnę Adrianna w odwecie demonstruje znalezioną w altanie bransoletkę, którą książę de Bouillon od razu rozpoznaje jako własność swojej żony. Poproszona przez Księżnę Adrianna recytuje monolog z tragedii Racine’a Fedra, zawierający wyraźną aluzję do małżeńskiej niewierności. Tego już księżna jej nie daruje.

### Akt IV
Adrianna postanawia odejść ze sceny, wobec czego koledzy obdarowują ją prezentami, zwłaszcza że to właśnie dzień jej imienin. W pewnym momencie pokojówka przynosi jej puzderko z bukietem zwiędłych fiołków, jako prezent od Maurycego, co artystka pojmuje jako symbol zerwania (aria Poveri Fiori) i mocno wdycha ich odurzającą woń. Niestety pomyliła się tragicznie: przybywający na wezwanie Michonneta Maurycy nie myśli wcale o zerwaniu, a przeciwnie – proponuje ukochanej małżeństwo. Jest jednak za późno: bukiecik przysłała księżna, nasyciwszy uprzednio kwiaty trucizną. Konająca Adrianna przejmująco żegna się z życiem i miłością (monolog Ecco la luce).